# 龙蟠街道
龙蟠街道，是中华人民共和国安徽省滁州市南谯区下辖的一个乡镇级行政单位。2020年3月，撤销龙蟠社区管理服务中心，设立龙蟠街道、同乐街道、银花街道。龙蟠街道辖陡岗、龙蟠南苑、文昌花园、发能国际4个社区。

## 行政区划
龙蟠街道下辖以下地区：
新建社区、紫薇南路社区、湖心路社区、银花西区社区、银花东区社区、徐岗社区、红庙村、花园村和陡岗村。